# ティコ・ブラーエ (小惑星)
ティコ・ブラーエ (1677 Tycho Brahe) は小惑星帯にある小惑星。ユルィヨ・バイサラがトゥルクで発見した。
16世紀の天文学者ティコ・ブラーエに因んで名付けられた。